# 黃克銘
黃克銘（1931年—2012年），生於台灣台中市，企業家黃烈火長子，曾任味全食品董事長，和泰汽車副董事長。

## 生平
黃克銘於民國42年畢業於省立台北高商（現今國立台北商業大學前身），後來到日本到東京大學（戰前東京帝國大學）農化系，並得到食品製造及研究開發相關領域的碩士學位。回國後，進入家族事業，成為味全食品總經理，伸和實業與康和國際董事長。1986年，黃烈火退休，成為味全食品董事長。與其異母弟黃南圖共同經營味全食品。
1995年，黃南圖與陳保賢等人合作，取得公司股權，逼退黃克銘，黃南圖在董事會支持下，成為味全食品董事長。因為黃烈火家族間內鬨，頂新國際集團於1998年取得味全食品經營權。在失去味全食品經營權後，黃克銘出任和泰汽車副董事長。2008年，黃克銘因長年高血壓，以身體狀況不佳為由，請辭副董事長，由其異母弟黃南光繼任。